# Novo Destino (Ilha do Príncipe)
Novo Destino é uma aldeia de São Tomé e Príncipe, localizada a Este da ilha do Príncipe. Encontra-se nas proximidades da Baía de Santo Antônio e do povoado Praia Inhame.